# Cyclosorus florencei
Cyclosorus florencei är en kärrbräkenväxtart som beskrevs av Alan Reid Smith och Lorence. Cyclosorus florencei ingår i släktet Cyclosorus och familjen Thelypteridaceae. Inga underarter finns listade.

## Bildgalleri

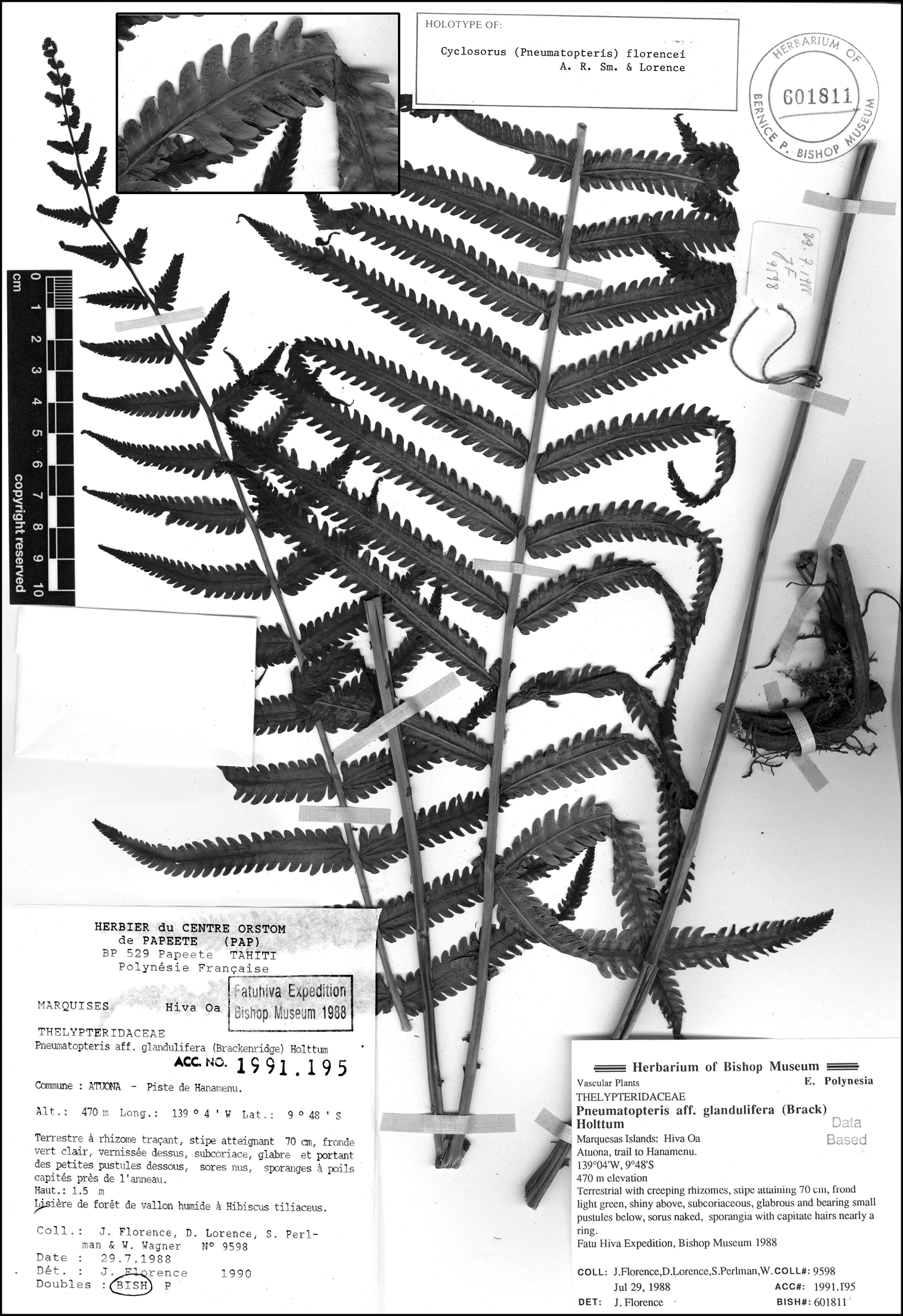